# Walsall Football Club
Maillots
Actualités
Le Walsall Football Club est un club de football anglais basé à Walsall. Le club évolue depuis la saison 2019-2020 en EFL League Two (quatrième division anglaise).

## Repères historiques
- 1888 : fondation du club sous le nom de Walsall Town Swifts par fusion de Walsall Swifts (fondé en 1877) et de Walsall Town (fondé en 1879) et adoption du statut professionnel
- 1892 : le club rejoint la League (Division 2)
- 1895 : le club est renommé Walsall FC

## Palmarès
- Championnat d'Angleterre de troisième division
  - Vice-champion : 1961, 1999

- Championnat d'Angleterre de quatrième division
  - Champion : 1960, 2007
  - Vice-champion : 1980, 1995

- Football League Trophy
  - Finaliste : 2015

## Personnalités du club

### Anciens joueurs
- Régis Garrault
- Cyrille L'Helgoualch
- Eugène Langenove
- Jean-Jacques Eydelie
- Gábor Bukrán
- Paul Devlin
- Paul Ritchie
- Mark Robins
- Lee Bradbury
- Roy McDonough
- Ian Brightwell
- Julian Joachim
- Julian Gray